# Willich
Willich (pronunciación en alemán: /ˈvɪlɪç/ⓘ) es una ciudad de Alemania localizada en el distrito de Viersen, región administrativa de Düsseldorf, estado de Renania del Norte-Westfalia. Según el censo de 2007 tenía un población de 52.046 habitantes.

## Historia
La ciudad fue fundada en 1970 a partir de los pueblos de Willich, Anrath, Schiefbahn y Neersen, antiguamente independientes y mucho más antiguos. Anrath es mencionada por primera vez en 1010, Willich en 1245, Neersen en 1262 y Schiefbahn en 1420.
Estos pueblos pertenecían al Arzobispado de Colonia hasta las Guerras revolucionarias francesas, cuando fueron ocupados y anexionados a Francia en 1794. Al finalizar las Guerras Napoleónicas en 1815, pasaron a formar parte del Reino de Prusia.